# Ingvild Snildal
Ingvild Nicoline Nerdrum Snildal (Asker (Akershus), 25 augustus 1988) is een Noorse zwemster. Ze vertegenwoordigde haar vaderland op de Olympische Zomerspelen 2008 in Peking en op de Olympische Zomerspelen 2012 in Londen.

## Carrière
Bij haar internationale debuut, op de Europese kampioenschappen kortebaanzwemmen 2006 in Helsinki, strandde Snildal in de series van de 50, 100 en 200 meter rugslag en de 50 en de 100 meter vlinderslag, samen met Katharina Stiberg, Anne Mari Gulbrandsen en Henriette Brekke werd ze uitgeschakeld in de series van de 4x50 meter wisselslag.
Tijdens de Europese kampioenschappen kortebaanzwemmen 2007 in Debrecen strandde de Noorse in de series van de 50, 100 en de 200 meter rugslag en de 50 meter vlinderslag, op de 4x50 meter wisselslag eindigde ze samen met Anne Mari Gulbrandsen, Katharina Stiberg en Henriette Brekke op de vijfde plaats.
Op de Europese kampioenschappen zwemmen 2008 in Eindhoven werd Snildal uitgeschakeld in de halve finales van de 50 en de 100 meter rugslag en de 100 meter vlinderslag en in de series van de 200 meter rugslag en de 50 meter vlinderslag. In Manchester nam de Noorse deel aan de wereldkampioenschappen kortebaanzwemmen 2008, op dit toernooi strandde ze in de halve finales van de 100 meter vlinderslag en in de series van de 50 meter vlinderslag en de 50 en de 100 meter rugslag. Tijdens de Olympische Zomerspelen van 2008 in Peking werd Snildal uitgeschakeld in de series van zowel de 100 als de 200 meter vlinderslag. Op de Europese kampioenschappen kortebaanzwemmen 2008 in Rijeka strandde de Noorse in de series van de 50 en de 100 meter vlinderslag en de 100 en de 200 meter wisselslag. Samen met Katharina Stiberg, Sara Nordenstam en Henriett Brekke werd ze uitgeschakeld in de series van de 4x50 meter wisselslag, op de 4x50 meter vrije slag strandde ze samen met Henriette Brekke, Victoria Loeken en Katharina Stiberg in de series.

### 2009-heden
Tijdens de wereldkampioenschappen zwemmen 2009 in Rome veroverde Snildal de bronzen medaille op de 50 meter vlinderslag en eindigde ze als zevende op de 100 meter vlinderslag, op de 50 meter rugslag werd ze uitgeschakel in de series. Samen met Katharina Stiberg, Sara Nordenstam en Henriette Brekke strandde ze in de series van de 4x100 meter wisselslag. In Istanboel nam de Noorse deel aan de Europese kampioenschappen kortebaanzwemmen 2009. Op dit toernooi sleepte ze de bronzen medaille in de wacht op de 50 meter vlinderslag en eindigde ze als vijfde op de 100 meter vlinderslag, op de 4x50 meter wisselslag eindigde ze samen met Katharina Stiberg, Henriette Martinsen en Cecilie Johannessen op de zevende plaats.
Op de Europese kampioenschappen zwemmen 2010 in Boedapest eindigde Snildal als zesde op zowel de 50 als de 100 meter rugslag, op de 50 meter vlinderslag eindigde ze op de zevende plaats. Samen met Katharina Stiberg, Sara Nordenstam en Cecilie Johannessen werd ze uitgeschakeld in de series van de 4x100 meter wisselslag. Tijdens de Europese kampioenschappen kortebaanzwemmen 2010 in Eindhoven legde de Noorse beslag op de zilveren medaille op de 100 meter vlinderslag, daarnaast eindigde ze als vijfde op de 50 meter vlinderslag. Op de 4x50 meter vrije slag eindigde ze samen met Henriette Brekke, Cecilie Johannesen en Monica Johannesen op de zesde plaats. In Dubai nam Snildal deel aan de wereldkampioenschappen kortebaanzwemmen 2010, op dit toernooi strandde ze in de halve finales van de 50 en de 100 meter vlinderslag en in de series van de 100 meter rugslag. Samen met Cecilie Johannesen, Monica Johannesen en Henriette Brekke werd ze uitgeschakeld in de series van de 4x100 meter vrije slag, op de 4x100 meter wisselslag strandde ze samen met Katharina Stiberg, Sara Nordenstam en Cecilie Johannesen in de series.
Op de wereldkampioenschappen zwemmen 2011 in Shanghai werd de Noorse uitgeschakeld in de series van zowel de 50 als de 100 meter vlinderslag. Tijdens de Europese kampioenschappen kortebaanzwemmen 2011 in Szczecin strandde Snildal op al haar afstanden in de series. Samen met Cecilie Johannesen, Henriette Brekke en Monica Johannesen zwom ze in de series van de 4x50 meter vrije slag, in de finale eindigden C. Johannesen, Brekke en M. Johannesen samen met Katharina Stiberg op de achtste plaats.
In Debrecen nam de Noorse deel aan de Europese kampioenschappen kortebaanzwemmen 2012. Op dit toernooi werd ze Europees kampioene op de 100 meter vlinderslag, op de 50 meter vlinderslag legde ze beslag op de bronzen medaille en op de 200 meter vlinderslag werd ze uitgeschakeld in de halve finales. Op de 4x100 meter vrije slag eindigde ze samen met Henriette Brekke, Cecilie en Monica Johannesen op de zesde plaats, samen met Veronica Bjørlykke, Katharina Stiberg en Henriette Brekke werd ze gediskwalificeerd in de series van de 4x100 meter wisselslag. Op de Olympische Zomerspelen van 2012 in Londen

## Internationale toernooien
| Jaar | Olympische Spelen                         | WK langebaan                                                                     | WK kortebaan                                                                                         | EK langebaan                                                                                            | EK kortebaan |
| ---- | ----------------------------------------- | -------------------------------------------------------------------------------- | --- | --- | --- |
| 2006 |                                           |                                                                                  | geen deelname                                                                                        | geen deelname                                                                                           | 32e 50m rugslag 33e 100m rugslag 26e 200m rugslag 23e 50m vlinderslag 29e 100m vlinderslag 9e 4x50 m wisselslag                   |
| 2007 |                                           | geen deelname                                                                    | | | 22e 50m rugslag 26e 100m rugslag 19e 200m rugslag 20e 50m vlinderslag 5e 4x50m wisselslag                                         |
| 2008 | 33e 100m vlinderslag 37e 200m vlinderslag |                                                                                  | 21e 50m rugslag 26e 100m rugslag 20e 50m vlinderslag 15e 100m vlinderslag                            | 11e 50m rugslag 16e 100m rugslag 19e 200m rugslag 29e 50m vlinderslag 15e 100m vlinderslag              | 21e 50m vlinderslag 18e 100m vlinderslag 26e 100m wisselslag 16e 200m wisselslag 12e 4x50m vrije slag 11e 4x50m wisselslag        |
| 2009 |                                           | 17e 50m rugslag · 50m vlinderslag · 7e 100m vlinderslag · 18e 4x100 m wisselslag | | | halve finale 100m vrije slag · 50m vlinderslag · 5e 100m vlinderslag · serie 100m wisselslag · 7e 4x50m wisselslag                |
| 2010 |                                           |                                                                                  | 27e 100m rugslag 12e 50m vlinderslag 15e 100m vlinderslag 9e 4x100m vrije slag 10e 4x100m wisselslag | 6e 50m rugslag 6e 100m rugslag 7e 50m vlinderslag serie 100m vlinderslag 10e 4x100m wisselslag          | 5e 50m vlinderslag · 100m vlinderslag · 6e 4x50m vrije slag                                                                       |
| 2011 |                                           | 20e 50m vlinderslag 28e 100m vlinderslag                                         | | | 23e 100m rugslag serie 50m vlinderslag serie 100m wisselslag 23e 200m wisselslag 8e 4x50m vrije slag Snildal zwom enkel de series |
| 2012 | 22e 100m vlinderslag 18e 200m vlinderslag |                                                                                  | 12-16 december                                                                                       | 50m vlinderslag · 100m vlinderslag · 10e 200m vlinderslag · 6e 4x100m vrije slag · DQ 4x100m wisselslag | 22-25 november |

## Persoonlijke records
Bijgewerkt tot en met 30 oktober 2010
Kortebaan
| Afstand          | Tijd  | Datum            | Plaats    |
| ---------------- | ----- | ---------------- | --------- |
| 50m rugslag      | 27,70 | 30 oktober 2010  | Berlijn   |
| 100m rugslag     | 59,35 | 20 maart 2010    | Stavanger |
| 50m vlinderslag  | 25,10 | 11 december 2009 | Istanboel |
| 100m vlinderslag | 56,52 | 14 november 2009 | Berlijn   |
| 100m wisselslag  | 59,40 | 11 december 2009 | Istanboel |

Langebaan
| Afstand          | Tijd    | Datum            | Plaats    |
| ---------------- | ------- | ---------------- | --------- |
| 50m rugslag      | 28,53   | 13 augustus 2010 | Boedapest |
| 100m rugslag     | 1.01,33 | 11 augustus 2010 | Boedapest |
| 50m vlinderslag  | 25,53   | 31 juli 2009     | Rome      |
| 100m vlinderslag | 56,96   | 27 juli 2009     | Rome      |